# Храм Нефритового Будди
Храм Нефритового Будди (кит. спр. 玉佛禅寺, піньїнь: Yùfó Chán Sì, буквально «Чаньський храм Нефритового Будди») — буддиський храм, що знаходиться у китайському місті Шанхай. Храм отримав свою назву через дві скульптури Будди, що тут зберігаються та були привезені з Бірми.

## Історія створення храму
Храм був побудований в 1882 році ченцем Хуей Генем. Він вирушив у паломництво до Тибету через священні гори Утайшань і Емейшань. Після Тибету він прибув до Бірми.
Тут китайський емігрант Чень Цзюньпу подарував йому п'ять нефритових статуй Будди, і дві з них Хуей Гень привіз до Шанхаю, де на пожертвування спорудив для них храм, незабаром після чого помер.
Під час повстання 1911 року він згорів, сучасний вигляд отримав в період з 1918 по 1928 роки, після цього протягом більш ніж 30 років будівлю храму було закрито, його нове життя почалося лише в 1980 році.
З 1983 року будівля храму використовується ще й як Шанхайський інститут буддизму. Саме тому тут постійно проводяться семінари, лекції та інші заняття з буддизму.

## Композиція храму

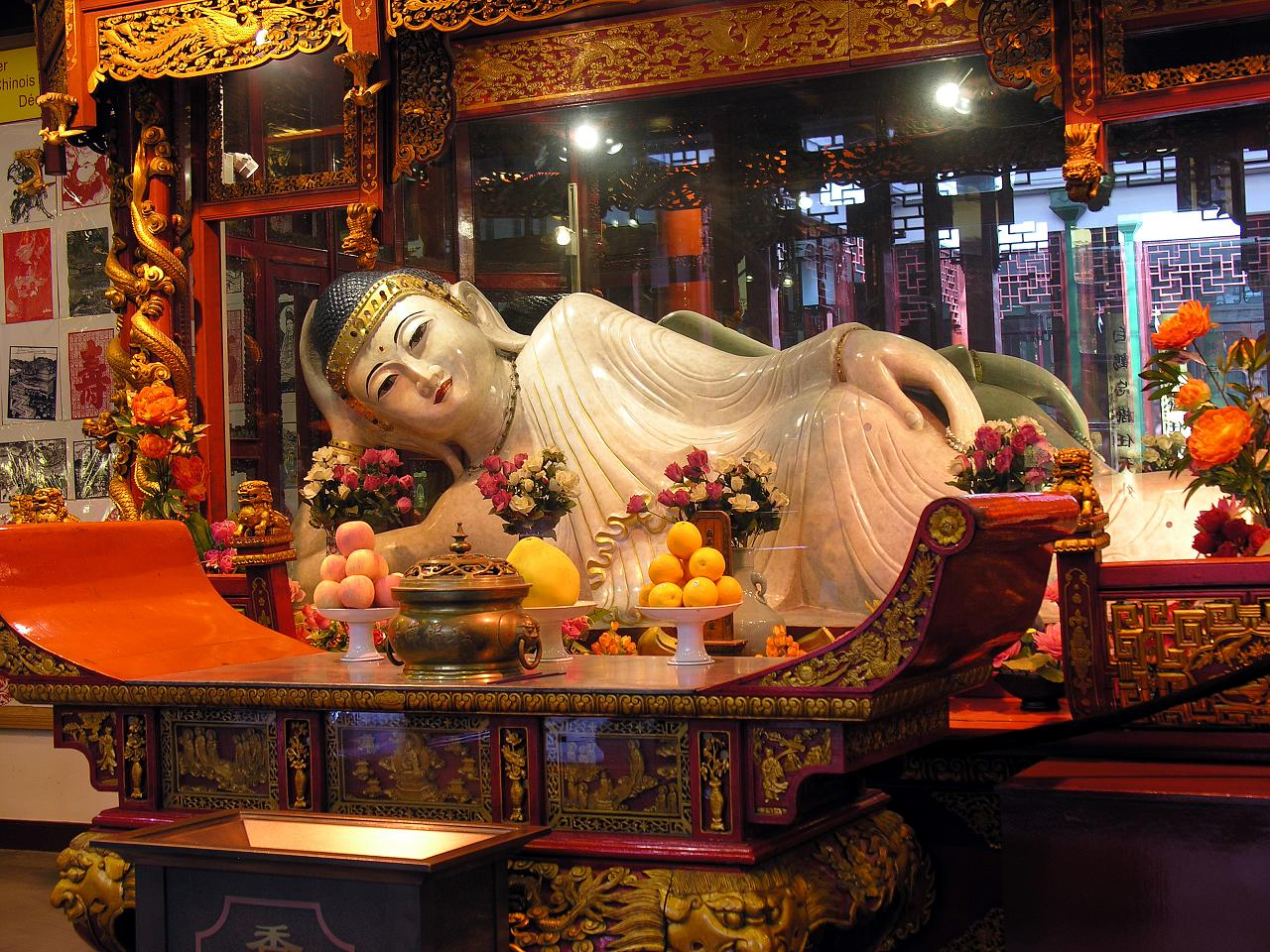
Статуя лежачого Будди

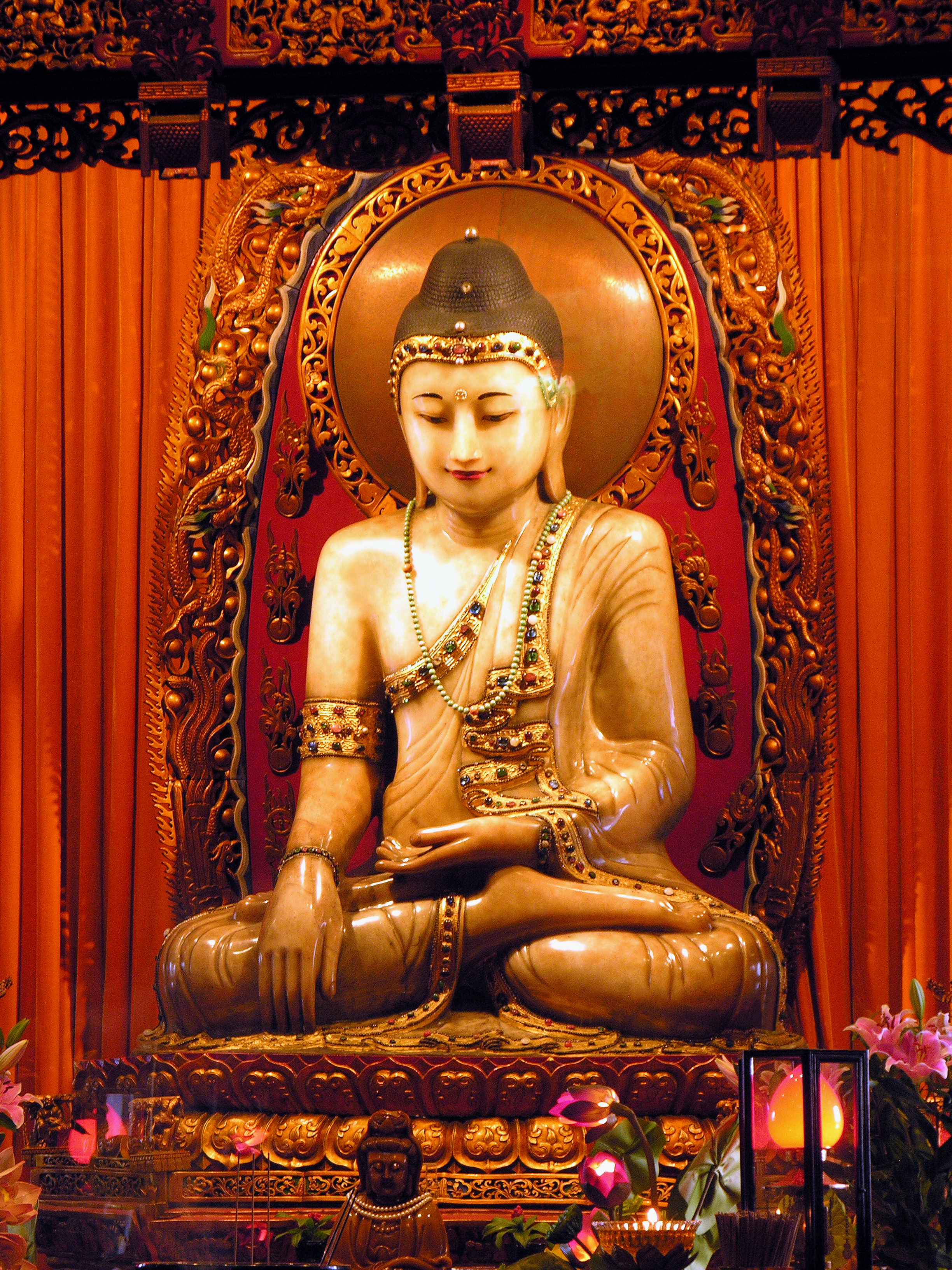
Статуя сплячого Будди

Будівлю вінчає дах з цікавими статуями і незвичайними карнизами, а три зали всередині об'єднані між собою внутрішніми двориками. Уздовж стін Залу Небесного Царя розташовані чотири Небесних Царі, у великому Залі Величі височать статуї іпостасей Будди. Найбільша статуя Будди з нефриту розташована на верхньому поверсі. Крім того, в будівлі пам'ятки є Зал Небесних Владик і Будинок нефритового Будди, Зал Великого Мудреця і зали читання сутри, корпус келій і зали споглядання внутрішнього буття. 
Найбільший інтерес становлять дві святині, розташовані в храмі, це статуя сидячого Будди з білого каменю, заввишки 1,8 метра, а вагою близько тонни, прикрашена дорогоцінними каменями, друга статуя зображує Будду в стані нірвани, вона менша за розміром.
Нефритовий Будда в сидячому положенні - пам'ятник буддійської скульптури. Чудово його неповторно живе, ніжно-протекційний вираз обличчя. Висічена із суцільної одноколірної нефритової брили, статуя заввишки 1,92 м і завширшки 1,34 м. Всі дорогоцінні камені на ній, включаючи великий рубін во лбу Будди - пожертвування послідовників буддизму. У шафах уздовж стін зберігаються 7240 томів буддійської літератури, в тому числі сутра «Дацзанцзян», надрукована в 1870 році.
Сама будівля храму виконана в класичному китайському стилі і оформлена жовтою охрою. Сьогодні вона є чинним храмом, є дані, що тут проживає близько 70 ченців.

## Туризм
Оскільки пам'ятка Китаю є дуже популярною серед туристів, що прибувають в країну, то тут завжди дуже багато людей, як самостійних мандрівників, так їхніх груп, тому найкраще сюди приїжджати в ранкові години. Тут заборонені будь-які фото- і відеознімання. На території біля храму є безліч сувенірних крамниць, де продаються вироби буддистської атрибутики і роботи майстрів каліграфії, фігурки Будди з нефриту і традиційні картини. Для всіх відвідувачів на території храму відкритий ресторан, де можна замовити місцеві делікатеси.